# Scopula axiata
Scopula axiata là một loài bướm đêm trong họ Geometridae.